# Dichroa
Dichroa es un género perteneciente a la familia Hydrangeaceae nativos de este y el sureste de Asia.  Comprende 20 especies descritas y de estas, solo  13 aceptadas.

## Descripción
Son arbustos caducos que alcanzan los 1-3 m de altura, con sus hojas dispuestas en pares opuestos.  Las flores se producen en una amplia inflorescencia similar a las del  género Hydrangea. La fruta es una brillante baya de color púrpura-azul metálico.

## Propiedades
Dichroa febrifuga (Chino: 常山; pinyin: chángshān) es un elemento importante de hierba en la medicina tradicional china, donde es considerada una de las 50 hierbas fundamentales.

## Taxonomía
El género fue descrito por João de Loureiro y publicado en Flora Cochinchinensis 1: 301. 1790. La especie tipo es: Dichroa febrifuga Lour.	

## Especies seleccionadas
- Dichroa daimingshanensis Y.C.Wu
- Dichroa febrifuga Lour.
- Dichroa hirsuta Gagnep.
- Dichroa mollissima Merrill
- Dichroa yaoshanensis Y.C.Wu
- Dichroa yunnanensis S.M.Hwang